# Aleksandr Fёdorovič Borisov
Aleksandr Fёdorovič Borisov (San Pietroburgo, 1º maggio 1905 – Leningrado, 19 maggio 1982) è stato un attore e regista sovietico.

## Filmografia parziale

### Regista
- Krotkaja (1960)
- Duša zovёt (1962)